# نقار الخشب جيلا
نقار الخشب جيلا (الاسم العلمي:  Melanerpes uropygialis) هو نقار خشب متوسط الحجم الذي يتواجد في المناطق الصحراوية الموجودة في جنوب غرب الولايات المتحدة وغرب المكسيك. في الولايات المتحدة، يمتد نطاق تواجده عبر جنوب شرق كاليفورنيا وجنوب نيفادا وأريزونا ونيو مكسيكو.

## الوصف

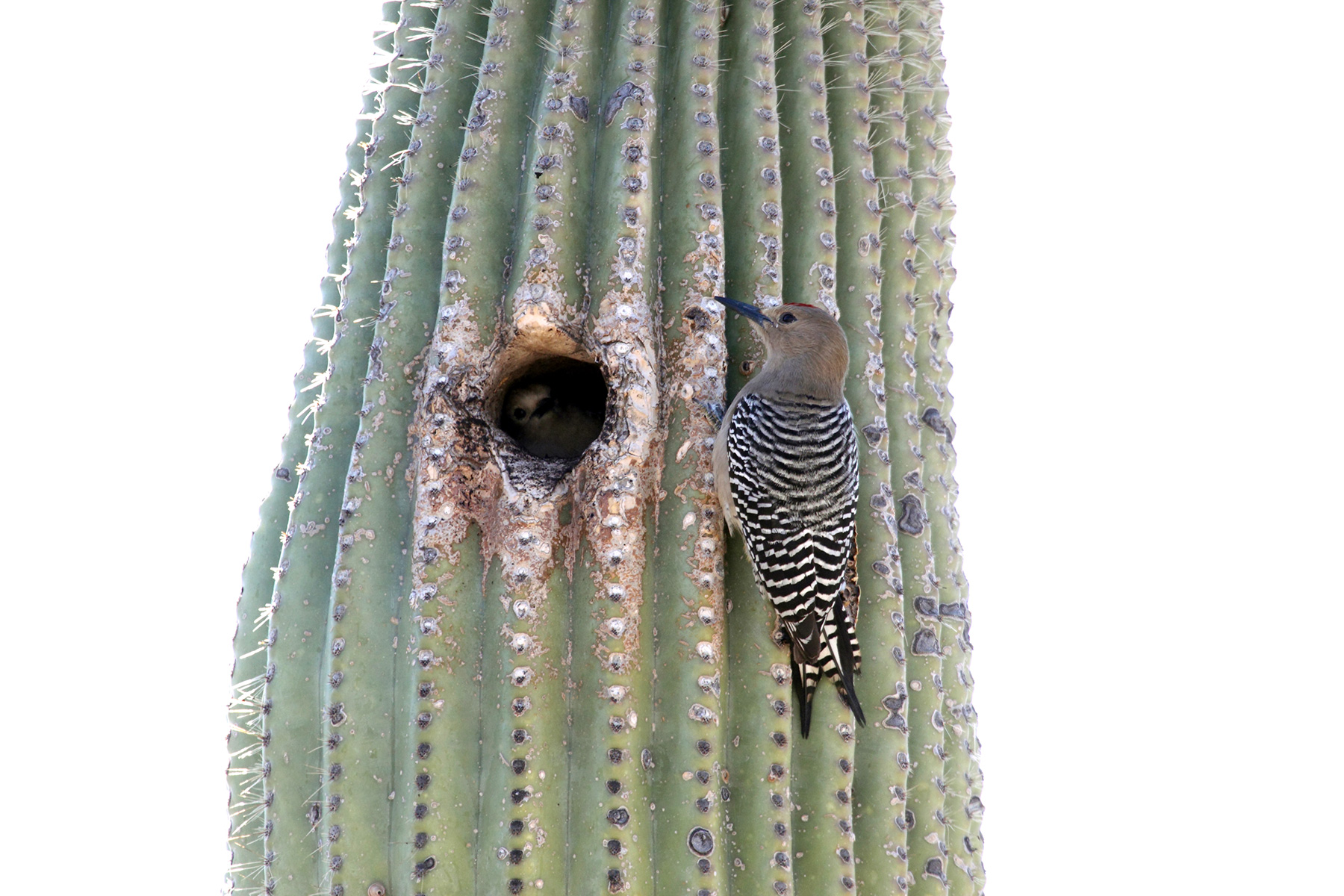
على صبار saguaro بجانب حفرة التعشيش

ظهر وأجنحة هذا الطائر منقطة ومخططة باللونين الأبيض والأسود، وهو نمط شبيه بشكل الحمار الوحشي أبيض وأسود. رقبتة وحلقه ومنطقة البطن والرأس يكون لونها ضرب من الرمادي الداكن. الذكر لديه قبعة حمراء صغيرة في الجزء العليوي من رأسه، الإناث والأفراخ متشابهان، لكن كلاهما يفتقر إلى الغطاء الأحمر المتواجد عند الذكر البالغ، يتواجد بقع لونها أبيض على الأجنحة، تكون بارزة خلال الطيران، يحتوي الذيل، الذي يكون لونه داكن، على أقسام لونها أبيض ومتواجدة على الريش الذي يكون ترتيبه في مركز الذيل. يتراوح طول هذه الطيور ما بين حوالي 8–10 بوصة (20–25 سـم).

## التوزيع والسكن
موائل نقار الخشب هذا هي عبارة عن أراضي صحراوية منخفضة وهي التضاريس النموذجية في صحراء سونورا .

## السلوك والبيئة

### التكاثر
تبني هذه الطيور أعشاشها في الثقوب التي تحفرها عن طريق نقر صبار الساجوارو أو أشجار المسكيت. التجاويف التي تم حفرها بواسطة نقار الخشب هذا في صبار الساجوارو، قد يتم استعمالها في وقت لاحق من قبل مجموعة متنوعة من الأنواع الأخرى من المخلوقات، يشمل ذلك بومة العفريت. عند الانتهاء من نقر الحفرة، يقوم نقار الخشب عادة بوضع حوالي 3-4 بيضات ذات لون أبيض، على الرغم من أنه لوحظ على هذا الطير بأنه يمكنه وضع عدد من البيض الذي قد يصل إلى 6 أو 7.  يتم وضع مجموعتين أو 3 مجموعات من البيوض خلال السنة. كلا الجنسين، أي الذكر والأنثى، يقوم بمهمات احتضان البيض وإطعام الصغار.

### تغذية
بما أن هذا الطير هو نوع من أنواع نقار الخشب، يتكون نظامه الغذائي إلى حد كبير من الحشرات، والتي يصطادها عن طريق الحفر في لحاء الأشجار. يعتبر نقار الخشب جيلا طير قارت، وبالتالي من الممكن أن يتغذى على الفواكه، الرحيق، والبذور، وكذلك السحالي والبيض والديدان، وحتى الأفراخ الصغيرة التابعة للطيور الأخرى. ومن المعروف أنها تزور مغذيات طائر الطنان التي يعلقها البشر، كما وتحتسي الرحيق.

## الحالة
يصنف الـ الاتحاد الدولي لحفظ الطبيعة الأنواع هذه على أن وضعها يعتبر الأقل إثارة للقلق. إنه نوع مهدد بالانقراض في ولاية كاليفورنيا، حيث عانى أفراد هذا الطير بشكل ملحوظ في تلك الولاية. مجموعة هذا الطير في ولاية أريزونا لا تزال قوية. كان يتواجد هذا الطير في ولاية نيفادا في السابق، ولكن، انقرض من نطاق معيشته هناك. من الممكن أن تقلل التأثيرات الناجمة من تغير المناخ الموائل المتاحة لمعيشة هذه الطيور، ويكون هذا التقليل شديد للغاية.

## صور

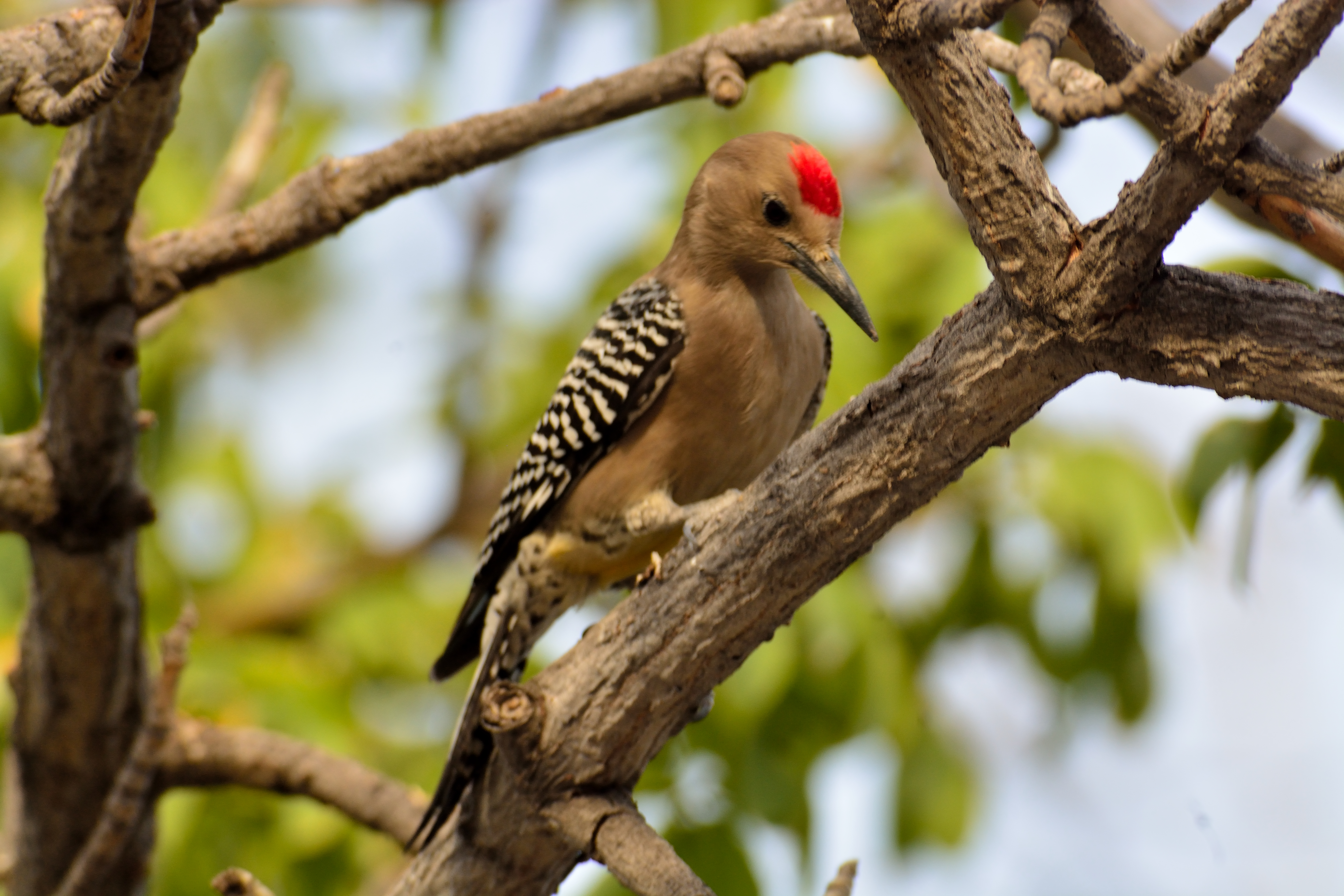
في هيرموسيلو، سونورا، المكسيك.
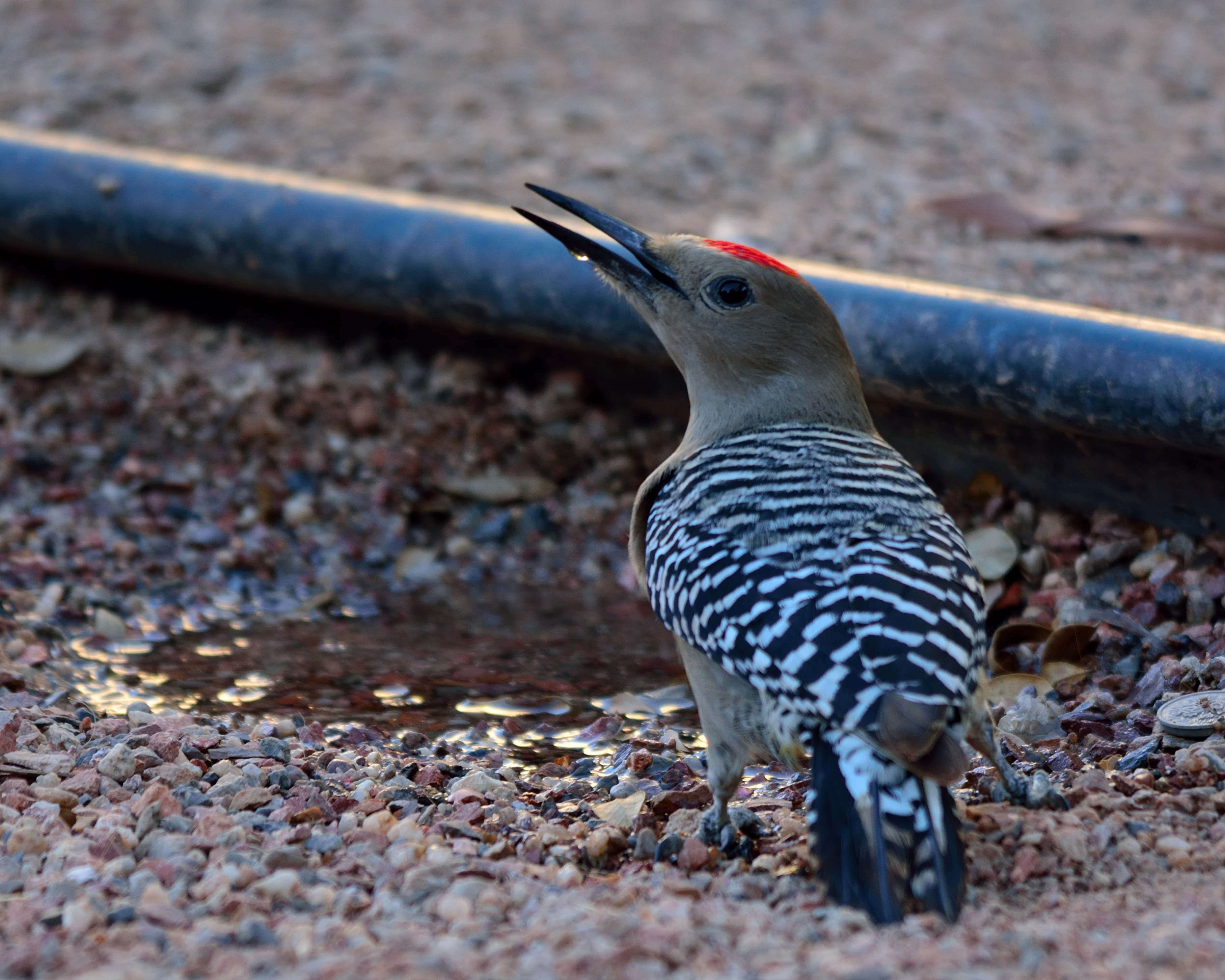
نقار الخشب جيلا يقوم بشرب المياه.